# Acacia klugii
Acacia klugii é uma espécie de leguminosa do gênero Acacia, pertencente à família Fabaceae.